# シュートサイン
「シュートサイン」（Shoot Sign）は、日本の女性アイドルグループ・AKB48の楽曲。作詞は秋元康、作曲は近藤圭一が担当した。2017年3月15日にAKB48のメジャー47作目のシングルとしてキングレコードより発売された。楽曲のセンターポジションは小嶋陽菜が務めた。

## 背景とリリース
前作『ハイテンション』から約4か月ぶりで、2017年第1弾のシングル。楽曲のセンターポジションはグループからの卒業を表明していた小嶋陽菜が務め、本作は小嶋のAKB48としてのラストシングルとなった。小嶋がシングル表題曲のセンターポジションを務めるのは『Green Flash』以来2年ぶりとなる。
リリースならびに選抜メンバーは2017年2月4日にパシフィコ横浜で開催された握手会イベントにおいて発表された。選抜メンバーは当時として過去2番目に多い32人。大西桃香、山本彩加（NMB48）、吉田朱里（NMB48）の3人がAKB48名義のシングルとしては初選抜。選抜復帰のメンバーは8人で、北原里英、須田亜香里、武藤十夢は『LOVE TRIP/しあわせを分けなさい』以来7か月（2作）ぶり、峯岸みなみ、大家志津香、後藤楽々、白間美瑠は『翼はいらない』以来9か月（3作）ぶり、市川美織は36thシングル『ラブラドール・レトリバー』以来2年10か月（11作）ぶりの選抜入りとなった。前作の選抜メンバーのうち、2016年12月31日をもってグループを卒業した島崎遥香を除くと全員が継続して選抜メンバー入りしている。
楽曲はプロレスをテーマにしたもので、「シュート」とは、プロレス用語で真剣勝負を指し、タイトルの「シュートサイン」は、「ガチで行くぞ」という決意を告げるポーズのことである。楽曲の内容は、試練の恋に真正面から立ち向かう女心が歌われ、プロレスの入場曲を連想させるものになっている。振付はTAKAHIRO（上野隆博）が担当した。
カップリング曲には、Type A・B・C・劇場盤に小嶋の卒業ソングとしてのソロ曲でもある「気づかれないように…」が収録されている。Type A・B・C・Dには、『永遠プレッシャー』『鈴懸の木の道で「君の微笑みを夢に見る」と言ってしまったら僕たちの関係はどう変わってしまうのか、僕なりに何日か考えた上でのやや気恥ずかしい結論のようなもの』『Green Flash』『君はメロディー』に続き、日本国内姉妹グループの新曲がそれぞれ収録された。
Type Eには坂道シリーズ（乃木坂46・欅坂46）とのコラボ楽曲「誰のことを一番 愛してる?」が「坂道AKB」名義で収録されている。楽曲のフロントメンバーは松井珠理奈（SKE48）、宮脇咲良（HKT48）、乃木坂46の齋藤飛鳥、堀未央奈が務め、欅坂46の平手友梨奈がAKB48の楽曲においてAKB48グループ以外のアイドルとして初の単独センターポジションを務めた。なお、欅坂46はAKB48の楽曲は初参加となった。2017年2月28日のミュージック・ビデオ公開後、2日経たずに表題曲「シュートサイン」の再生回数を上回り、当シングル収録曲において表題曲以外で最もツイート数が多いなど、大きな話題を集めている。また、当楽曲のみ音楽配信サービスにおけるリリース日は、シングル発売日から2週遅れの2017年3月29日となっている。
「シュートサイン」は2017年2月10日放送の『ミュージックステーション』2時間スペシャル（テレビ朝日）で初披露された。「誰のことを一番 愛してる?」は2017年3月31日放送の『ミュージックステーション』3時間スペシャルで初披露された。

## アートワーク
| Type A 初回限定盤 | 小嶋陽菜                                                                         |
| Type A 通常盤     | 小嶋陽菜                                                                         |
| Type B 初回限定盤 | 入山杏奈・川本紗矢・小嶋真子・後藤楽々・峯岸みなみ・宮脇咲良・山本彩加・山本彩   |
| Type B 通常盤     | 入山杏奈・小嶋真子・宮脇咲良・山本彩                                             |
| Type C 初回限定盤 | 大西桃香・柏木由紀・加藤玲奈・北原里英・白間美瑠・高橋朱里・松井珠理奈・松岡はな |
| Type C 通常盤     | 柏木由紀・加藤玲奈・白間美瑠・高橋朱里・松井珠理奈                               |
| Type D 初回限定盤 | 市川美織・大家志津香・兒玉遥・須田亜香里・中井りか・向井地美音・渡辺麻友         |
| Type D 通常盤     | 兒玉遥・須田亜香里・向井地美音・渡辺麻友                                         |
| Type E 初回限定盤 | 小栗有以・岡田奈々・木﨑ゆりあ・込山榛香・指原莉乃・武藤十夢・横山由依・吉田朱里 |
| Type E 通常盤     | 岡田奈々・木﨑ゆりあ・指原莉乃・武藤十夢・横山由依                               |
| 劇場盤            | 小嶋陽菜                                                                         |

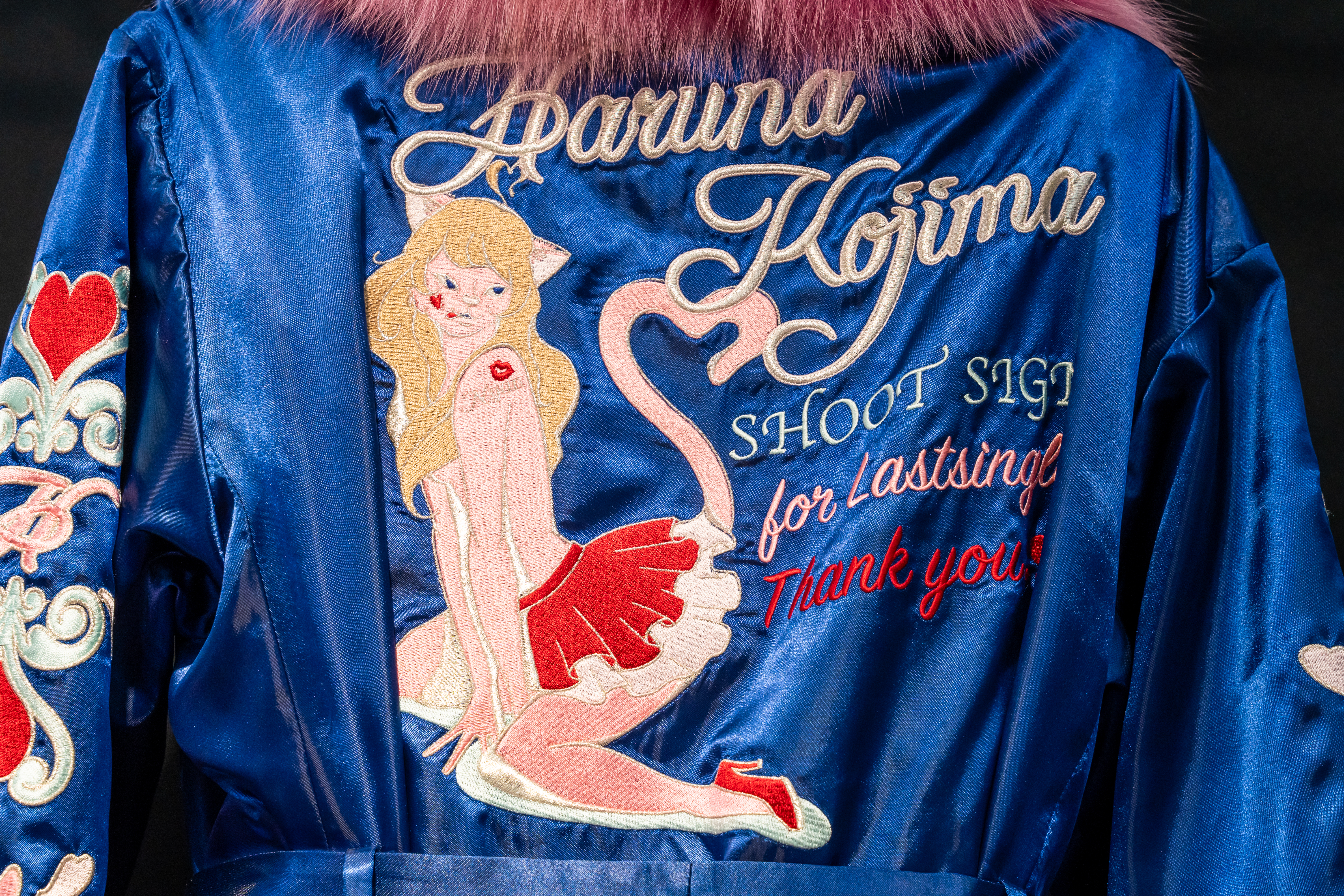
Mステで「シュートサイン」を初披露した際に小嶋陽菜が着用した衣装。
（大丸東京店『AKB48 大衣装展』より。2023年8月5日撮影）

本作の初回限定盤ジャケット写真の題字は、NHK大河ドラマ『軍師官兵衛』などの題字で知られる福田祥洲が手がけ、楽曲の内容にちなんでプロレスをモチーフにしている。初回限定盤のテーマは真剣な表情でファイティングポーズをとった「ガチンコ」、通常盤のテーマは試合の後のリラックスした「楽屋裏」がテーマとなっている。

## ミュージック・ビデオ
シュートサイン
本曲がテレビドラマ『豆腐プロレス』の主題歌であることにリンクして、ミュージック・ビデオ (MV) はドラマと同じく「W.I.P.（ワールド・アイドル・プロレスリング）」を舞台としている。W.I.P.四天王の一人である猫耳覆面レスラー・レジェンド小嶋（小嶋陽菜）は同じ四天王のデビルタイガー志麻子、ブロッケンシズ、ゴッド神取をアクロバティックな技で次々と倒し、引退試合に挑む。引退試合の相手にはW.I.P.期待の新人・チェリー宮脇（宮脇咲良）を選んだ。壮絶な戦いを繰り広げるも敗れた小嶋は自らマスクを取り、最後にマイクパフォーマンスで11年間の思いを語る。プロレス実況はフリーアナウンサーの辻よしなりが担当している。監督は森義仁が務めた。
登場人物

レジェンド小嶋
演 - 小嶋陽菜
デビュー11年目、W.I.P.四天王のひとり。猫をモチーフにした覆面レスラーでガウンには“Pink tiger cat”と記されている。スクールボーイでデビルタイガー志麻子に勝利し、ムーンサルトプレスでブロッケンシズにも勝利する。スワンダイブ式前方回転エビ固めでゴッド神取にも勝利し、王座を獲得。『豆腐プロレス』には引退後タレントに転身した「小嶋陽菜」として登場している。
デビルタイガー志麻子
演 - 岩井志麻子
W.I.P.四天王のひとり。W.I.P.を食い散らかす生粋のヒール。名前はトラだがヒョウ柄の全身タイツを着る。得意技はイス攻撃。
ブロッケンシズ
演 - 山崎静代（南海キャンディーズ）
W.I.P.四天王のひとり。右目にメイクを施している。スタンディングでのパンチ技、ラリアットを得意とする。
ゴッド神取
演 - 神取忍
W.I.P.四天王のひとり。金髪で短髪。神を超える存在、ミスター女子プロレスの異名を持つ。得意技はカウンターでの脇固め。リングネームは演ずる神取がジャパン女子時代に秋元に命名された名前に由来している。
気づかれないように…
小嶋の卒業ソング「気づかれないように…」のMVは、小嶋のAKB48卒業後の日常を切り取ったセンチメンタルな内容になっている。小嶋によると「AKB48のMVって感じもあまりしなくて、ファッション雑誌の撮影みたいな感じ」で、衣装はすべて小嶋自身でスタイリングし、小嶋の好むバラの一種・カフェラテが随所に登場する。MVには小嶋の同期メンバーで同じノースリーブスメンバーの峯岸と高橋みなみ（2016年4月卒業）が友情出演している。フランスの文化センターであるアンスティチュ・フランセ東京、レストラン「ルグドゥノム・ブション・リヨネ」で撮影された。
監督は3rdシングル『軽蔑していた愛情』以降、数々のAKB48の映像作品を手掛けてきた高橋栄樹が担当した。
アクシデント中
AKB48 U-19選抜の「アクシデント中」のMVでは、メンバーは明治・大正・昭和初期・スケバン・1980年代アイドル・コギャルおよび現代の各時代の女学生のファッションを身にまとっている。おニャン子クラブ「セーラー服を脱がさないで」やAKB48「会いたかった」のサビ振りが入っている。監督は田中のぞみが担当した。
みどりと森の運動公園
NGT48の「みどりと森の運動公園」のMVは、タイトルにそのまま使用されている、みどりと森の運動公園体育施設（新潟県新潟市）のほか、ニュー・グリーンピア津南（新潟県中魚沼郡津南町）で撮影された。監督はNGT48初のMV「Maxとき315号」に続き中村太洸が担当した。
誰のことを一番 愛してる?
坂道AKB「誰のことを一番 愛してる?」のMVは、表題曲「シュートサイン」や欅坂46を手掛けるTAKAHIROが振付を担当し、圧倒的な透明感・狂気、プリズムとビームライトが織り込まれた幾何学的世界をダンスで表現している。監督は東市篤憲が担当した。

## メディアでの使用
シュートサイン
テレビ朝日系ドラマ『豆腐プロレス』主題歌。
宝島社『AKB48 衣装図鑑 放課後のクローゼット〜あの頃、彼女がいたら〜』CMソング。
止まらない観覧車
アイア『HKT48 栄光のラビリンス』CMソング。

## シングル収録トラック
初回限定盤と通常盤の2種類が存在するが、収録トラックは同一。

### Type A
| #         | タイトル                               | 作詞      | 作曲           | 編曲                   | 時間  |
| --------- | -------------------------------------- | --------- | -------------- | ---------------------- | ----- |
| 1.        | 「シュートサイン」                     | 秋元康    | 近藤圭一       | 佐々木裕               | 4:37  |
| 2.        | 「気づかれないように…」(小嶋陽菜)      | 秋元康    | 若田部誠       | 若田部誠               | 4:13  |
| 3.        | 「Vacancy」(SKE48)                     | 秋元康    | フジノタカフミ | フジノタカフミ、島田尚 | 4:22  |
| 4.        | 「シュートサイン off vocal ver.」      |           | 近藤圭一       | 佐々木裕               | 4:37  |
| 5.        | 「気づかれないように… off vocal ver.」 |           | 若田部誠       | 若田部誠               | 4:13  |
| 6.        | 「Vacancy off vocal ver.」             |           | フジノタカフミ | フジノタカフミ、島田尚 | 4:22  |
| 合計時間: | 合計時間:                              | 合計時間: | 合計時間:      | 合計時間:              | 26:27 |

| #         | タイトル                            | 作詞      | 作曲・編曲 | 監督     | 時間 |
| --------- | ----------------------------------- | --------- | ---------- | -------- | ---- |
| 1.        | 「シュートサイン Music Video」      |           |            | 森義仁   | 7:08 |
| 2.        | 「気づかれないように… Music Video」 |           |            | 高橋栄樹 | 4:23 |
| 3.        | 「Vacancy Music Video」             |           |            | tatsuaki | 4:28 |
| 合計時間: | 合計時間:                           | 合計時間: | 15:59      |          |      |

### Type B
| #         | タイトル                               | 作詞      | 作曲      | 編曲          | 時間  |
| --------- | -------------------------------------- | --------- | --------- | ------------- | ----- |
| 1.        | 「シュートサイン」                     | 秋元康    | 近藤圭一  | 佐々木裕      | 4:37  |
| 2.        | 「気づかれないように…」(小嶋陽菜)      | 秋元康    | 若田部誠  | 若田部誠      | 4:14  |
| 3.        | 「真夜中の強がり」(NMB48)              | 秋元康    | 熊谷蘭    | 熊谷蘭、SAIKI | 4:25  |
| 4.        | 「シュートサイン off vocal ver.」      |           | 近藤圭一  | 佐々木裕      | 4:37  |
| 5.        | 「気づかれないように… off vocal ver.」 |           | 若田部誠  | 若田部誠      | 4:14  |
| 6.        | 「真夜中の強がり off vocal ver.」      |           | 熊谷蘭    | 熊谷蘭、SAIKI | 4:24  |
| 合計時間: | 合計時間:                              | 合計時間: | 合計時間: | 合計時間:     | 26:33 |

| #         | タイトル                            | 作詞      | 作曲・編曲 | 監督     | 時間 |
| --------- | ----------------------------------- | --------- | ---------- | -------- | ---- |
| 1.        | 「シュートサイン Music Video」      |           |            | 森義仁   | 7:08 |
| 2.        | 「気づかれないように… Music Video」 |           |            | 高橋栄樹 | 4:23 |
| 3.        | 「真夜中の強がり Music Video」      |           |            | スミス   | 4:29 |
| 合計時間: | 合計時間:                           | 合計時間: | 16:00      |          |      |

### Type C
| #         | タイトル                               | 作詞      | 作曲              | 編曲      | 時間  |
| --------- | -------------------------------------- | --------- | ----------------- | --------- | ----- |
| 1.        | 「シュートサイン」                     | 秋元康    | 近藤圭一          | 佐々木裕  | 4:37  |
| 2.        | 「気づかれないように…」(小嶋陽菜)      | 秋元康    | 若田部誠          | 若田部誠  | 4:14  |
| 3.        | 「止まらない観覧車」(HKT48)            | 秋元康    | FURUTA、Dr.Lilcom | Dr.Lilcom | 4:08  |
| 4.        | 「シュートサイン off vocal ver.」      |           | 近藤圭一          | 佐々木裕  | 4:37  |
| 5.        | 「気づかれないように… off vocal ver.」 |           | 若田部誠          | 若田部誠  | 4:14  |
| 6.        | 「止まらない観覧車 off vocal ver.」    |           | FURUTA、Dr.Lilcom | Dr.Lilcom | 4:07  |
| 合計時間: | 合計時間:                              | 合計時間: | 合計時間:         | 合計時間: | 25:58 |

| #         | タイトル                            | 作詞      | 作曲・編曲 | 監督     | 時間 |
| --------- | ----------------------------------- | --------- | ---------- | -------- | ---- |
| 1.        | 「シュートサイン Music Video」      |           |            | 森義仁   | 7:08 |
| 2.        | 「気づかれないように… Music Video」 |           |            | 高橋栄樹 | 4:23 |
| 3.        | 「止まらない観覧車 Music Video」    |           |            | 土屋隆俊 | 4:29 |
| 合計時間: | 合計時間:                           | 合計時間: | 16:00      |          |      |

### Type D
| #         | タイトル                                | 作詞      | 作曲       | 編曲           | 時間  |
| --------- | --------------------------------------- | --------- | ---------- | -------------- | ----- |
| 1.        | 「シュートサイン」                      | 秋元康    | 近藤圭一   | 佐々木裕       | 4:37  |
| 2.        | 「アクシデント中」(AKB48 U-19選抜)      | 秋元康    | 中村瑛彦   | 中村瑛彦       | 4:47  |
| 3.        | 「みどりと森の運動公園」(NGT48)         | 秋元康    | 伊藤心太郎 | 野中“まさ”雄一 | 4:19  |
| 4.        | 「シュートサイン off vocal ver.」       |           | 近藤圭一   | 佐々木裕       | 4:37  |
| 5.        | 「アクシデント中 off vocal ver.」       |           | 中村瑛彦   | 中村瑛彦       | 4:47  |
| 6.        | 「みどりと森の運動公園 off vocal ver.」 |           | 伊藤心太郎 | 野中“まさ”雄一 | 4:18  |
| 合計時間: | 合計時間:                               | 合計時間: | 合計時間:  | 合計時間:      | 27:27 |

| #         | タイトル                             | 作詞      | 作曲・編曲 | 監督       | 時間 |
| --------- | ------------------------------------ | --------- | ---------- | ---------- | ---- |
| 1.        | 「シュートサイン Music Video」       |           |            | 森義仁     | 7:08 |
| 2.        | 「アクシデント中 Music Video」       |           |            | 田中のぞみ | 4:58 |
| 3.        | 「みどりと森の運動公園 Music Video」 |           |            | 中村太洸   | 4:23 |
| 合計時間: | 合計時間:                            | 合計時間: | 16:29      |            |      |

### Type E
| #         | タイトル                                    | 作詞      | 作曲       | 編曲       | 時間  |
| --------- | ------------------------------------------- | --------- | ---------- | ---------- | ----- |
| 1.        | 「シュートサイン」                          | 秋元康    | 近藤圭一   | 佐々木裕   | 4:37  |
| 2.        | 「アクシデント中」(AKB48 U-19選抜)          | 秋元康    | 中村瑛彦   | 中村瑛彦   | 4:47  |
| 3.        | 「誰のことを一番 愛してる?」(坂道AKB)       | 秋元康    | 佐久間和宏 | 佐久間和宏 | 4:24  |
| 4.        | 「シュートサイン off vocal ver.」           |           | 近藤圭一   | 佐々木裕   | 4:37  |
| 5.        | 「アクシデント中 off vocal ver.」           |           | 中村瑛彦   | 中村瑛彦   | 4:47  |
| 6.        | 「誰のことを一番 愛してる? off vocal ver.」 |           | 佐久間和宏 | 佐久間和宏 | 4:22  |
| 合計時間: | 合計時間:                                   | 合計時間: | 合計時間:  | 合計時間:  | 27:36 |

| #         | タイトル                                 | 作詞      | 作曲・編曲 | 監督       | 時間 |
| --------- | ---------------------------------------- | --------- | ---------- | ---------- | ---- |
| 1.        | 「シュートサイン Music Video」           |           |            | 森義仁     | 7:08 |
| 2.        | 「アクシデント中 Music Video」           |           |            | 田中のぞみ | 4:58 |
| 3.        | 「誰のことを一番 愛してる? Music Video」 |           |            | 東市篤憲   | 4:24 |
| 合計時間: | 合計時間:                                | 合計時間: | 16:30      |            |      |

### 劇場盤
| #         | タイトル                                    | 作詞      | 作曲      | 編曲      | 時間  |
| --------- | ------------------------------------------- | --------- | --------- | --------- | ----- |
| 1.        | 「シュートサイン」                          | 秋元康    | 近藤圭一  | 佐々木裕  | 4:37  |
| 2.        | 「気づかれないように…」(小嶋陽菜)           | 秋元康    | 若田部誠  | 若田部誠  | 4:13  |
| 3.        | 「悲しい歌を聴きたくなった」(まゆゆきりん)  | 秋元康    | 松本一也  | 若田部誠  | 4:31  |
| 4.        | 「シュートサイン off vocal ver.」           |           | 近藤圭一  | 佐々木裕  | 4:37  |
| 5.        | 「気づかれないように… off vocal ver.」      |           | 若田部誠  | 若田部誠  | 4:13  |
| 6.        | 「悲しい歌を聴きたくなった off vocal ver.」 |           | 松本一也  | 若田部誠  | 4:30  |
| 合計時間: | 合計時間:                                   | 合計時間: | 合計時間: | 合計時間: | 26:41 |

## 選抜メンバー
☆は、メディア選抜。
- 市川美織 [注釈 4]
- 入山杏奈☆
- 大西桃香
- 大家志津香
- 岡田奈々☆ [注釈 5]
- 小栗有以
- 柏木由紀☆ [注釈 6]
- 加藤玲奈☆
- 川本紗矢
- 木﨑ゆりあ☆
- 北原里英 [注釈 7]
- 小嶋陽菜☆
- 小嶋真子☆
- 兒玉遥☆ [注釈 8]
- 後藤楽々 [注釈 9]
- 込山榛香
- 指原莉乃☆ [注釈 10]
- 白間美瑠☆ [注釈 11]
- 須田亜香里☆ [注釈 9]
- 高橋朱里☆
- 中井りか [注釈 7]
- 松井珠理奈☆ [注釈 9]
- 松岡はな [注釈 10]
- 峯岸みなみ
- 宮脇咲良☆ [注釈 8]
- 向井地美音☆
- 武藤十夢☆
- 山本彩加 [注釈 4]
- 山本彩☆ [注釈 4]
- 横山由依☆
- 吉田朱里 [注釈 4]
- 渡辺麻友☆